# Ivan Matteoni
Ivan Matteoni (* 21. August 1971) ist ein ehemaliger san-marinesischer Fußballspieler.

## Karriere
Matteoni verbrachte die meiste Zeit seiner Karriere in San Marino. Mit SP Tre Penne gewann er 2005 die Trofeo Federale. Für die san-marinesische Nationalmannschaft bestritt er 44 Länderspiele und gehört somit zu den Akteuren mit den meisten Einsätzen für sein Land. 2009 beendete er seine Karriere.